# Mezi
Mezii (greacă Μῆδοι , din persana veche Madai) au fost un popor antic iranian care a trăit în părțile de nord-vest ale Iranului de astăzi. Aceasta zonă este cunoscută sub numele de Media (în greacă Μηδία, în persană veche Māda). Mezii au intrat în această regiune cu primul val de triburi iraniene, la sfârșitul celui de-al doilea mileniu î.Hr. (la sfârșitul epocii bronzului).

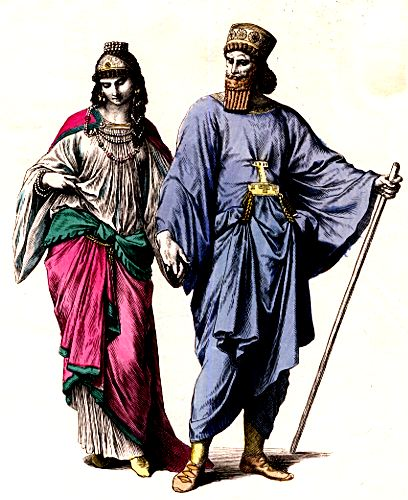
Reprezentare artistică modernă a unor costume de nobili

Cele șase triburi mede locuiau în regiunea dintre Rhagae, Aspadana și Ecbatana. În Iranul contemporan aceste orașe se numesc respectiv Teheran, Isfahan și Hamadan. Unul dintre aceste triburi, magii, locuiau în Rhagae, Teheranul actual. Aceștia erau o castă sacră, care se ocupa de necesitățile spirituale ale mezilor.
Până în secolul al VI-lea î.Hr., după ce împreună cu babilonienii au învins Imperiul Neo-Asirian, mezii au fost în măsură să impună autoritatea lor, care a durat aproximativ șaizeci si trei de ani: de la bătălia de la Ninive din 612 î.Hr. până în  549 î.Hr. când Cyrus cel Mare a înființat Imperiul Ahemenid prin înfrângerea lui Astyages, regele mezilor.

## Regii mezilor
- Deioces 678 – 665 î.Hr.
- Fraortes 665 – 633 î.Hr.
- Cyaxares 625 – 585 î.Hr.
- Astyages 585 – 549 î.Hr.